# Vibrante múltiple alveolar eyectiva
La vibrante múltiple alveolar eyectiva es un sonido consonántico no pulmonar, su símbolo en el Alfabeto Fonético Internacional es el de una vibrante múltiple alveolar sorda ⟨r̥⟩, con el apóstrofo modificador de los fonemas eyectivos. Este fonema no se ha atestiguado en ningún idioma.

## Características
- Su modo de articulación es vibrante múltiple, lo que significa que se produce dirigiendo aire sobre un articulador para que vibre.
- Es alveolar por su punto de articulación, el sonido se produce con la punta de la lengua colocada en los alvéolos superiores.
- Su tipo de fonación es sorda, lo que significa que las cuerdas vocales no vibran durante la articulación. Pero la vibración, combinada con la falta del intenso flujo de aire sordo de [r̥], da una impresión similar a la de la sonoridad.[1]
- Es una consonante central , lo que significa que se produce dirigiendo la corriente de aire a lo largo del centro de la lengua, en lugar de hacia los lados.
- Es una consonante oral, lo que significa que el aire puede escapar únicamente por la boca.
- El mecanismo de la corriente de aire es eyectivo (egresivo glótico), lo que significa que el aire es expulsado al bombear la glotis hacia arriba.

## Ocurre en
Este fonema no se ha atestiguado en ningún idioma